# Młynek (Kczewo)
Młynek, dodatkowa nazwa w języku kaszubskim Młink, niem Mehlken – część wsi kaszubskiej Kczewo w Polsce, położona w województwie pomorskim, w powiecie kartuskim, w gminie Przodkowo, na obszarze Pojezierza Kaszubskiego, u ujścia Klasztornej Strugi do Supiny, dopływu Raduni. Znajdują się tu pozostałości wczesnośredniowiecznego grodziska.

## Nazwa miejscowości
Nazwa miejscowości w dokumentach łacińskich z XVII w. zapisywana była w wersji niemieckiej Mühlken (1602), bądź polskiej Młynek (1645, 1670). Księgi ławnicze Kościerzyny notują wieś w 1762 r. w formie Młynki. Pojawiały się też zapisy w formie Młyńsk i Młynik. Po stronie niemieckiej zaś występowały formy Mlinke (odwrócenie polskiej końcówki -ek na dolnoniemiecką -ke), Mehlke, lub w liczbie mnogiej Mehlken. Wszystkie te niemieckie warianty, podobnie zresztą jak polskie, obracają się wokół rzeczownika 'młynek'. Stosunkowo częste występowanie form w liczbie mnogiej wiąże się z faktem, że historycznie było tu kilka rodzajów młyna, papierniczy i dla kilku rodzajów zboża.

## Historia miejscowości
Młynek jest starą osadą, notowaną już w czasach krzyżackich (1308-1466). Młyn, od którego pochodzi nazwa miejscowości, należał do dóbr wsi Małkowo i razem z Małkowem przeszedł na własność zakonu w Kartuzach. W XVII w był przedmiotem sporów między klasztorem w Kartuzach a Wardenami, dzierżawcami Przodkowa. Pierwotnie produkowano w nim papier.
W roku 1892 osada, określona jako obwód dworski (dominialny), miała 57 mieszkańców – 53 Kaszubów i 4 Niemców. W roku 1910 oficjalna pruska statystyka podaje taką samą liczbę mieszkańców, w tym wg deklarowanego języka ojczystego 46 Kaszubów i 11 Niemców.
W latach 1975–1998 Młynek administracyjnie należał do województwa gdańskiego.